# جيزيلا بيرل
جيزيلا بيرل (10 ديسمبر 1907 - 16 ديسمبر 1988) كانت طبيبة نسائية مجرية يهودية تم ترحيلها إلى معسكر اعتقال أوشفيتس في عام 1944، حيث ساعدت مئات النساء وعملت طبيبةً نسائية لهن. عملت بدون وجود المستلزمات المناسبة لممارسة الطب. نجت بيرل من الهولوكوست، وهاجرت إلى نيويورك، وكانت إحدى أوائل النساء اللاتي نشرن تجربتهن في الهولوكوست باللغة الإنجليزية، في مذكراتها الصادرة عام 1948 بعنوان «كنت طبيبة في أوشفيتس». أصبحت متخصصة في علاج العقم في مستشفى ماونت سيناي في نيويورك، وانتقلت في النهاية مع ابنتها للعيش في هرتسليا في إسرائيل، حيث توفيت.

## النشأة والتعليم
ولدت جيزيلا بيرل ونشأت في مارماروسيغيت (سايتو مارماتييه الآن)، التي كانت آنذاك جزءًا من المجر، وأصبحت بعد معاهدة تريانون للسلام عام 1920 جزءًا من رومانيا (وكانت مرةً أخرى جزءًا من المجر في 1940-1944). في عام 1923، عندما كانت في السادسة عشرة من عمرها، تخرجت من المدرسة الثانوية الأولى على فصلها، وكانت المرأة الوحيدة واليهودية الوحيدة. رفض والدها، موريس بيرل، السماح لها بدراسة الطب في البداية، لأنه كان يخشى أن «تفقد إيمانها وتبتعد عن اليهودية». رضخ للأمر بعد بضعة أشهر.

## حياتها المهنية
أصبحت بيرل طبيبة نسائية ناجحة ومعروفة في سايتو مارماتييه. تزوجت من طبيب الأمراض الباطنية، إفرايم كراوس، ومارست مهنتها حتى عام 1944، عندما احتلت ألمانيا النازية مسقط رأسها أثناء غزوها للمجر ورحلت بيرل إلى معسكر اعتقال أوشفيتس مع عائلتها. كلفها يوزاف منغيله بمهمة العمل طبيبة نسائية داخل معسكر النساء، حيث اعتنت بالنزيلات دون وجود المستلزمات مثل المطهرات أو المناديل النظيفة أو المياه الجارية.
اشتهرت بإنقاذ حياة مئات النساء بشكل مؤقت عن طريق إجهاض حملهن، إذ غالبًا ما كانت النساء الحوامل يتعرضن للضرب والقتل أو يستخدمهن الطبيب يوزاف منغيله في تجاربه.
نُقلت إلى معسكر بيرغن بيلسن، وجهتها الأخيرة في الهولوكوست، وسرعان ما تم تحريرها. وجدت أن زوجها وابنها الوحيد ووالديها وعائلتها الممتدة قد قُتلوا جميعًا في الهولوكوست. حاولت الانتحار بتسميم نفسها وأُرسلت للتعافي في أحد الأديرة بفرنسا حتى عام 1947.
وصلت في مارس عام 1947 إلى نيويورك بتأشيرة مؤقتة لإلقاء محاضرة، برعاية منظمتي النداء اليهودي المجري والنداء اليهودي الموحد. انتقلت إلى أحد أحياء الطبقة العليا في نيويورك. قدم ممثل نيويورك سول بلوم التماسًا إلى وزارة العدل لمنحها الإقامة الدائمة في الولايات المتحدة دون جدوى.
في 12 مارس عام 1948، وقع الرئيس ترومان على مشروع قانون يسمح لبيرل بالبقاء في الولايات المتحدة. استجوبتها دائرة الهجرة والتجنيس للاشتباه في مساعدة الأطباء النازيين في أوشفيتس في ارتكاب انتهاكات لحقوق الإنسان. في عام 1948، أقنعتها إليانور روزفلت ببدء ممارسة الطب مرةً أخرى. بدأت العمل طبيبة نسائية في مستشفى ماونت سيناي في نيويورك، حيث كانت بدايةً الطبيبة الوحيدة الامرأة التي تعمل في قسم المخاض والولادة، وتخصصت في علاج العقم. في عام 1951، عن عمر يناهز 44 عامًا، مُنحت الجنسية الأمريكية.
كانت بيرل المؤلفة الوحيدة أو المشاركة في تأليف تسع أوراق بحثية حول الالتهابات المهبلية نُشرت بين عامي 1955 و1972.